# Antoine-Michel Padeloup
Antoine-Michel Padeloup, dit Padeloup le Jeune (parfois orthographié « Padelou », « Pas-de-Loup » ou encore « Pasdeloup »), est un relieur français né le 22 décembre 1685 et mort le 7 septembre 1758. Actif de 1712 jusqu'à sa mort, il devient, en 1733, relieur du roi de France et relieur du roi du Portugal.

## Biographie
D'abord apprenti chez son père Michel Padeloup, Antoine-Michel Padeloup s'installe à son compte vers 1712, d'abord rue de la Parcheminerie à Paris, puis rue Saint-Jacques, et enfin place de la Sorbonne. 
Il est l'un des premiers relieurs à utiliser des étiquettes imprimées pour signer ses ouvrages, comme en témoignent certains des volumes qu'il réalise en 1731 pour le livre sur le sacre de Louis XV.
Ses œuvres, dont beaucoup sont connues, se distinguent par un grand professionnalisme et un haut niveau artistique. Il se spécialise dans les reliures dites « à la dentelle » et les reliures « mosaïquées » (incrustations de pièces de cuir colorées).
Antoine-Michel Padeloup est relieur du roi du Portugal entre 1733 et 1741. Il est également relieur du roi de France à partir de 1733.

## Galerie

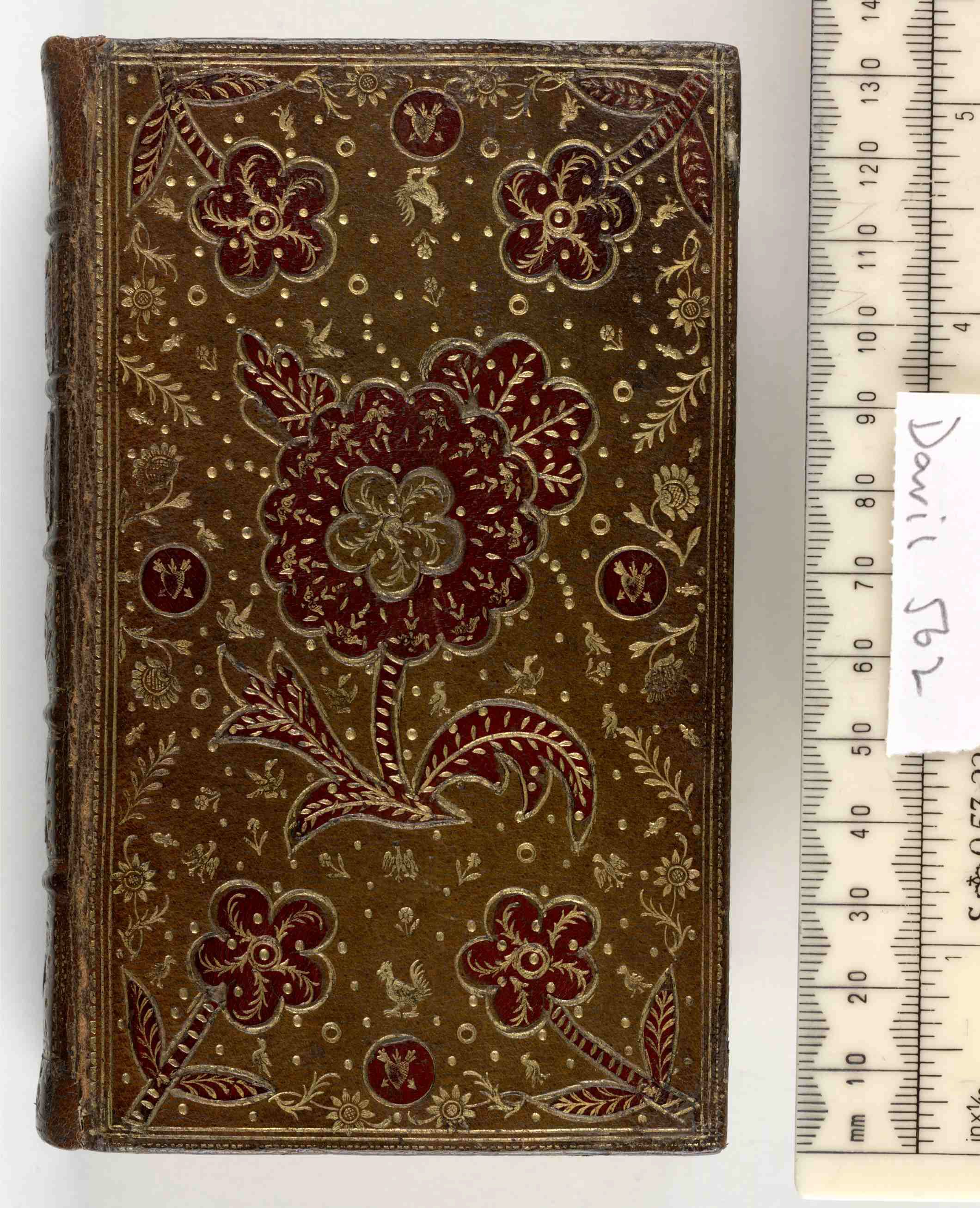
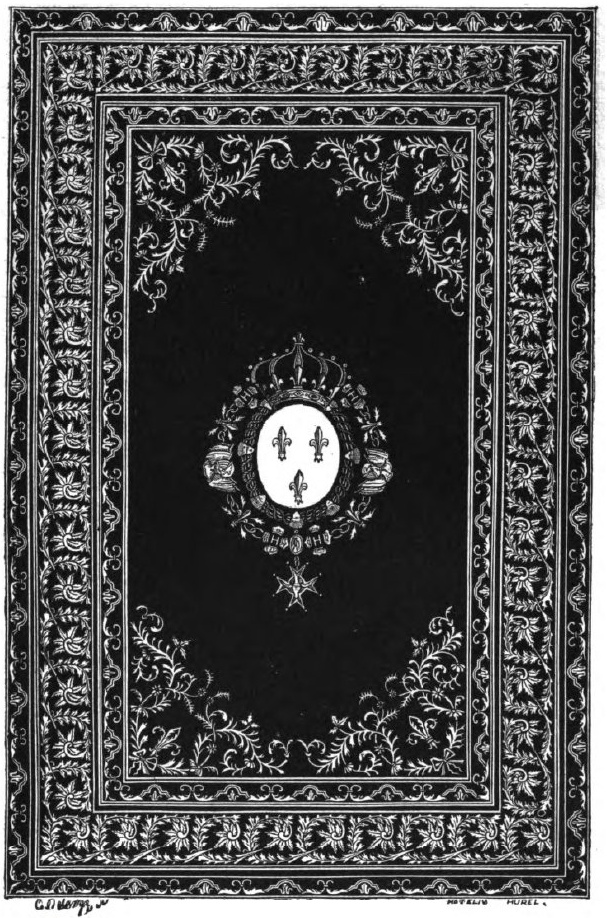
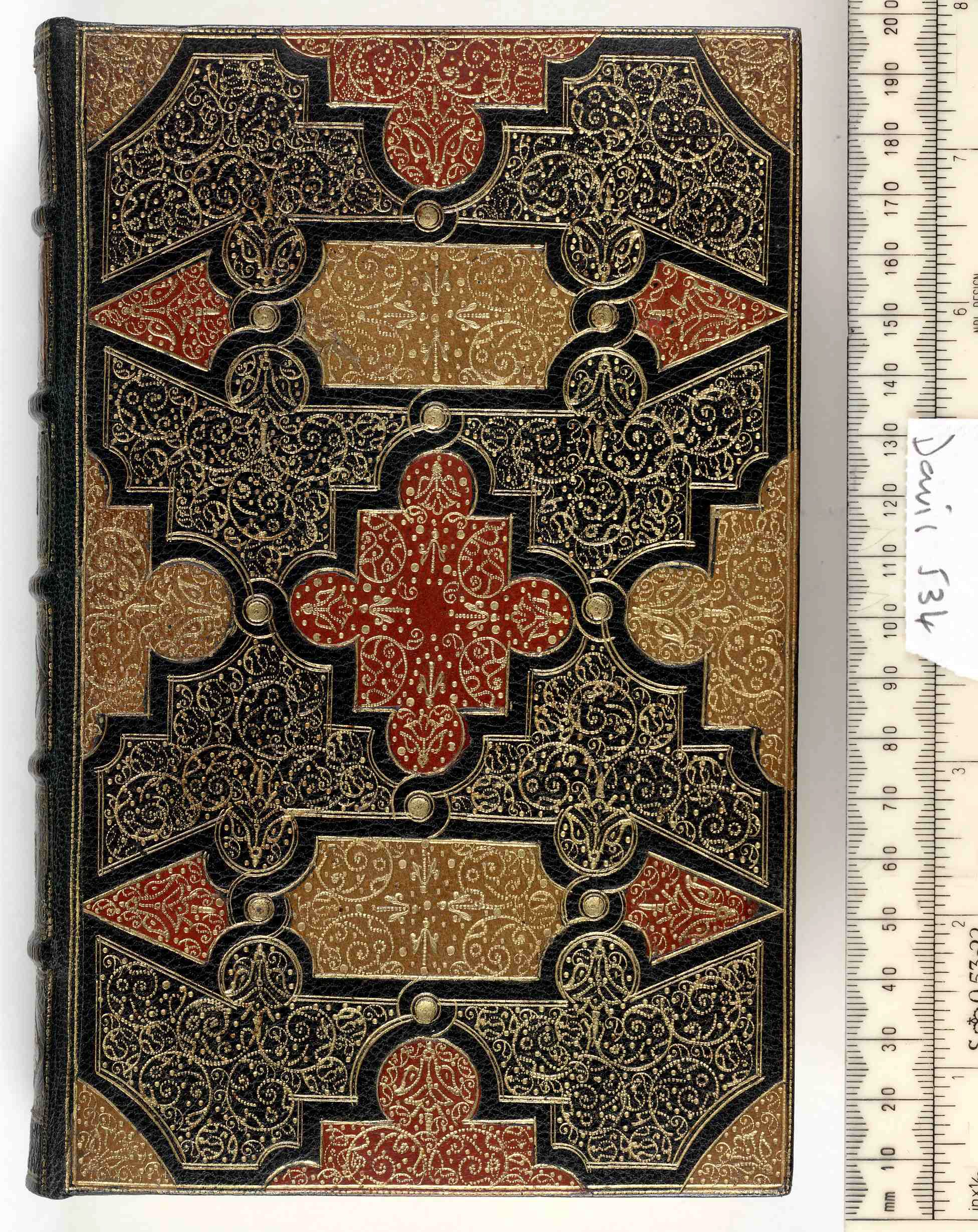
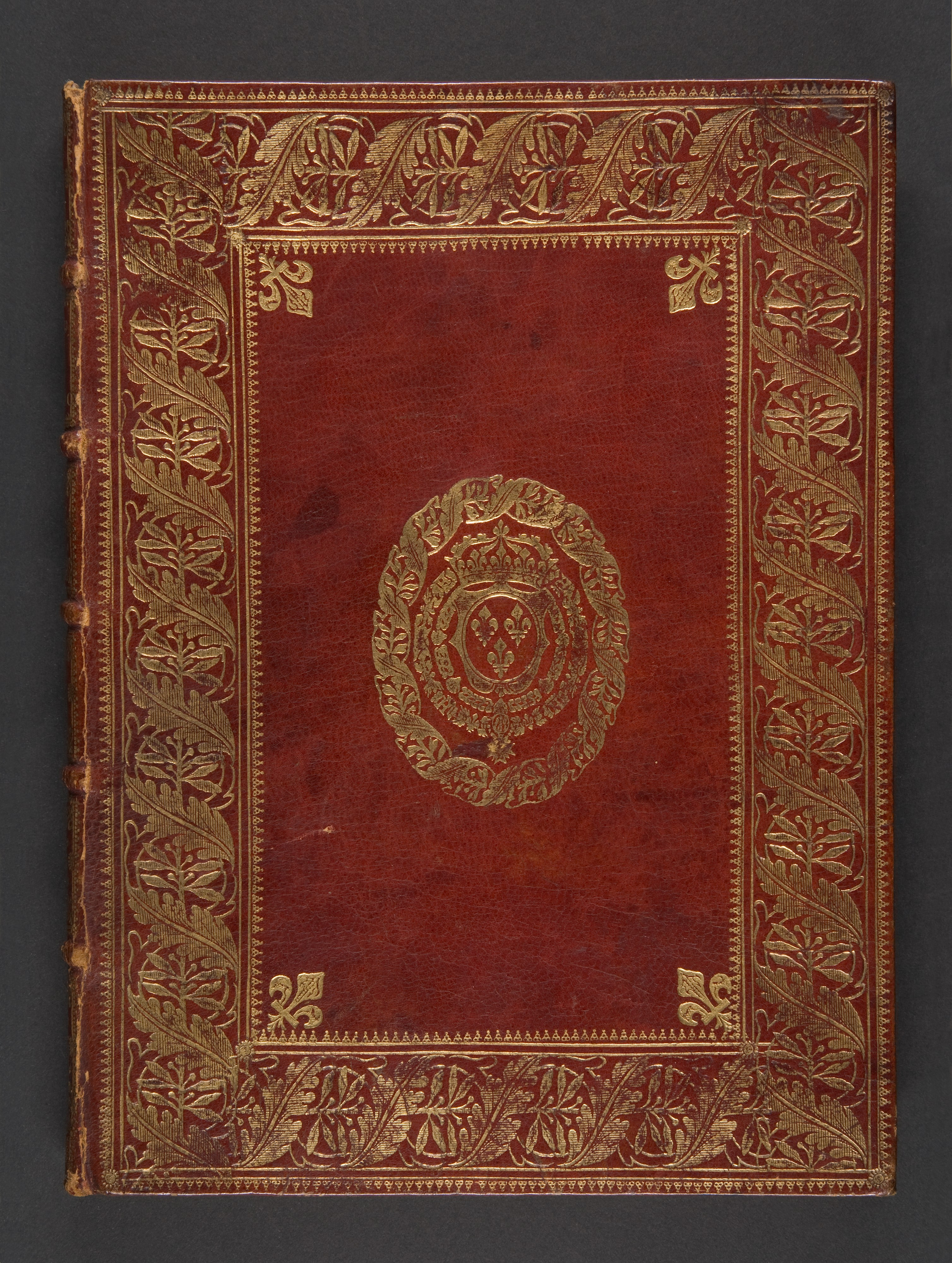